# Vladimir Makovitch
Vladimir Makovitch (en russe : Влади́мир Ива́нович Мако́вич), né le 4 août 1962 en république socialiste soviétique d'Ukraine et mort le 12 mars 2017 à Donetsk (république populaire de Donetsk), est le président du Conseil suprême de la république populaire de Donetsk par intérim en juillet 2014.

## Biographie

### Carrière politique
Soupçonné d'être impliqué dans la mort d'Anatoli Klian, Vladimir Makovitch est arrêté le 4 juillet 2014.
Après que Denis Pouchiline s'est réfugié à Moscou et a démissionné le 18 juillet, il assure l'intérim de ses fonctions de président du Conseil suprême de la république populaire de Donetsk, jusqu'au 25 juillet 2014 où Boris Litvinov est élu en remplacement,.